# Segunda Batalha de Arrastã
A Segunda Batalha de Arrastã foi um confronto militar travado entre o exército sírio e os insurgentes do Exército livre da Síria durante a guerra civil síria. A batalha começou em 29 de janeiro de 2012 e terminou com a tomada da região pelos rebeldes em 5 de fevereiro de 2012.